# أم عقلة سيد سبوس (الهايي)
أم عقلة سيد سبوس (بالفارسية: ام‌عگله سیدسبوس) هي قرية وتقع في إيران في قسم الهايي الريفي. يقدر عدد سكانها بـ 104 نسمة .